# Los peores años de nuestra vida
Los peores años de nuestra vida és una pel·lícula espanyola de 1994 dirigida per Emilio Martínez Lázaro amb guió de Fernando Trueba. Va ser el èxit més gran de taquilla del director fins que va rodar El otro lado de la cama.

## Argument
Alberto (Gabino Diego) és un romàntic adolescent que està a la vora de la desesperació perquè no aconsegueix enamorar a les noies. No obstant això el seu germà Roberto (Jorge Sanz) és un conqueridor nat. Un dia Alberto s'enamora de María (Ariadna Gil), el seu germà s'ofereix a ajudar-lo però les seves intencions no són gens bones.

## Repartiment
- Gabino Diego: Alberto
- Ariadna Gil: María
- Jorge Sanz: Roberto
- Agustín González
- Maite Blasco
- Ayanta Barilli
- Jesús Bonilla
- Carme Elias
- Mónica López
- Ana Álvarez
- Toni Cantó
- Ramón Barea
- Álex Angulo
- Jorge de Juan
- El Gran Wyoming
- María Adánez
- Concha García Campoy

## Premis
IX Premis Goya
| Categoria              | Persona                                                           | Resultat |
| ---------------------- | ----------------------------------------------------------------- | -------- |
| Millor actor           | Gabino Diego                                                      | Nominat  |
| Millor actor secundari | Agustín González                                                  | Nominat  |
| Millor guió original   | David Trueba                                                      | Nominat  |
| Millor so              | Gilles Ortion, José Antonio Bermúdez, Carlos Garrido i Polo Aledo | Nominat  |